# Chondrorrhina
Chondrorrhina is een geslacht van kevers uit de familie bladsprietkevers (Scarabaeidae). Het geslacht werd voor het eerst wetenschappelijk beschreven in 1880 door Ernst Gustav Kraatz.

## Soorten
- Ondergeslacht Chondrorrhina
  - Chondrorrhina abbreviata (Fabricius, 1792)
  - Chondrorrhina distincta Neervoort van de Poll, 1886
  - Chondrorrhina trivittata (Schaum, 1841)
- Ondergeslacht Plaesiorrhinella Krikken, 1984
  - Chondrorrhina inexspectata Camiade, 2015
  - Chondrorrhina mediana (Westwood, 1842)
  - Chondrorrhina picina Schauer, 1938
- Ondergeslacht Taeniesthes Kraatz, 1880
  - Chondrorrhina collinsi Allard, 1992
  - Chondrorrhina picturata (Harold, 1878)
  - Chondrorrhina specularis (Gerstaecker, 1867)